# Dracula (pel·lícula de 1931)
Dracula és una pel·lícula de terror sobrenatural estatunidenca de 1931 dirigida i coproduïda per Tod Browning a partir d’un guió escrit per Garrett Fort. Es basa en l’obra teatral Dracula de Hamilton Deane i John L. Balderston de 1924, que al seu torn adapta la novel·la Dràcula de Bram Stoker de 1897. La pel·lícula és protagonitzada per Béla Lugosi com el comte Dràcula, un vampir que emigra de Transsilvània a Anglaterra i s'aprofita de la sang de les víctimes vives, inclosa la promesa d'un jove.
Produïda i distribuïda per Universal Pictures, Dracula és la primera adaptació cinematogràfica sonora de la novel·la de Stoker. Es va considerar que diversos actors interpretessin el personatge del títol, però Lugosi, que anteriorment havia interpretat el paper a Broadway, va aconseguir finalment el paper. La pel·lícula es va rodar parcialment en platós dels Universal Studios Lot de Califòrnia, que van ser reutilitzats a la nit per al rodatge de Drácula, una versió en castellà de la història produïda simultàniament per Universal.
Dracula va ser un èxit comercial i crític després del llançament, i va provocar diverses seqüeles i derivacions. Ha tingut una notable influència en la cultura popular, i la interpretació de Lugosi de Dràcula va establir el personatge com una icona cultural, així com el vampir arquetípic en obres de ficció posteriors. El 2000, la pel·lícula va ser seleccionada per la Biblioteca del Congrés dels Estats Units per conservar-la al National Film Registry com "significativa culturalment, històricament o estèticament".

## Argument
Renfield és un advocat que viatja al castell del comte Dràcula a Transsilvània per qüestions comercials. La gent del poble local tem que els vampirs habitin el castell i adverteixen a Renfield que no hi vagi. Renfield es nega a quedar-se a la fonda i demana al seu conductor de carruatges que el porti al pas del Borgo. Renfield és conduït al castell pel cotxer de Dràcula, amb Dràcula disfressat de conductor. En el camí, Renfield treu el cap per la finestra per demanar al conductor que disminueixi la velocitat, però veu que el conductor ha desaparegut; un ratpenat condueix els cavalls.
Renfield entra al castell acollit per l'encantador però excèntric comte, ignorant que és un vampir. Discuteixen la intenció de Dràcula de llogar l'abadia Carfax a Londres, on té intenció de viatjar l'endemà. Dràcula hipnotitza Renfield obrint una finestra. Renfield es desmaia quan apareix un ratpenat i les tres esposes de Dràcula s'apropen a ell. Dràcula les aparta i ataca el propi Renfield.
A bord de la goleta Vesta, Renfield és un esclau llunàtic delirant de Dràcula, que s'amaga en un fèretre i s'alimenta de la tripulació del vaixell. Quan el vaixell arriba a Anglaterra, es descobreix que Renfield és l’única persona viva. Renfield és enviat al sanatori del doctor Seward, al costat de l'Abat de Carfax.
En un teatre de Londres, Dràcula coneix Seward, qui li presenta a la seva filla Mina, al seu promès John Harker i a l'amic de la família Lucy Weston. Lucy queda fascinada pel comte Dràcula. Aquella nit, Dràcula entra a la seva habitació i xucla la seva sang mentre dorm. Lucy mor l'endemà després d'intentar una sèrie de transfusions.
Renfield està obsessionat amb menjar mosques i aranyes. El professor Van Helsing analitza la sang de Renfield i descobreix la seva obsessió. Comença a parlar de vampirs, i aquella tarda Renfield prega a Seward que l’alliberi, afirmant que els seus crits nocturns poden alterar els somnis de Mina. Quan Dràcula truca a Renfield amb un aull de llop, Renfield es molesta per Van Helsing mostrant-li acònit, que Van Helsing diu que s'utilitza per protegir-se dels vampirs.
Dràcula visita la Mina, dormint al seu dormitori, i la mossega. L'endemà al vespre, Dràcula entra de visita i Van Helsing i Harker noten que no té cap reflex. Van Helsing obre un estuig amb mirall davant seu i Dràcula trenca el mirall, s'excusa dient que no suporta els miralls i se’n va. Van Helsing dedueix que Dràcula és el vampir darrere de les tragèdies recents.
La Mina surt de la seva habitació i corre cap a Dràcula al jardí, on l’ataca. La troba la criada. Els diaris informen que una dona de blanc atrau nens del parc i els mossega. Mina reconeix a la dama com Lucy, ressuscitada com a vampir. Van Helsing ordena a la infermera Briggs que tingui cura de Mina quan dormi i que no li tregui la corona d'acònit del seu coll.
Renfield escapa de la seva cel·la i escolta els homes discutir sobre vampirs. Abans que el seu assistent porti Renfield a la seva cel·la, Renfield els relata com Dràcula va convèncer Renfield perquè li permetés entrar al sanitari prometent-li milers de rates amb sang i vida. Dràcula entra al saló de Seward i intenta hipnotitzar Van Helsing, però la resolució d'aquest últim es demostra més forta. Mentre Dràcula es llança sobre Van Helsing, aquest retira un crucifix del seu abric, obligant a Dràcula a retirar-se.
Harker visita la Mina en una terrassa i parla del molt que li encanten les "nits i les boires", quan anteriorment li havia dit que li feien por. Un ratpenat vola per sobre d’ells i es comunica amb la Mina. Llavors ataca a Harker però Van Helsing i Seward el salven. Mina confessa el que Dràcula li ha fet i li diu a Harker que el seu amor s'ha acabat.
Dràcula hipnotitza Briggs per treure l'acònit del coll de Mina i obrir les finestres. Van Helsing i Harker veuen a Renfield dirigint-se cap a l'abadia de Carfax. Al seu interior veuen Dràcula amb Mina a l’abadia. Quan Harker crida a Mina, Dràcula creu que Renfield els ha conduït fins allà. Renfield prega per la seva vida, però Dràcula el mata. Dràcula és perseguit per Van Helsing i Harker, que saben que Dràcula es veu obligat a dormir al seu fèretre quan hi ha llum solar. Van Helsing prepara una estaca de fusta mentre Harker busca Mina. Van Helsing empala Dràcula pel cor, matant-lo, i Mina torna a la normalitat.

## Repartiment
- Béla Lugosi: Comte Dràcula
- Helen Chandler: Mina Seward
- David Manners: John Harker
- Dwight Frye: Renfield
- Edward Van Sloan: Van Helsing
- Herbert Bunston: Dr. Seward
- Frances Dade: Lucy Weston

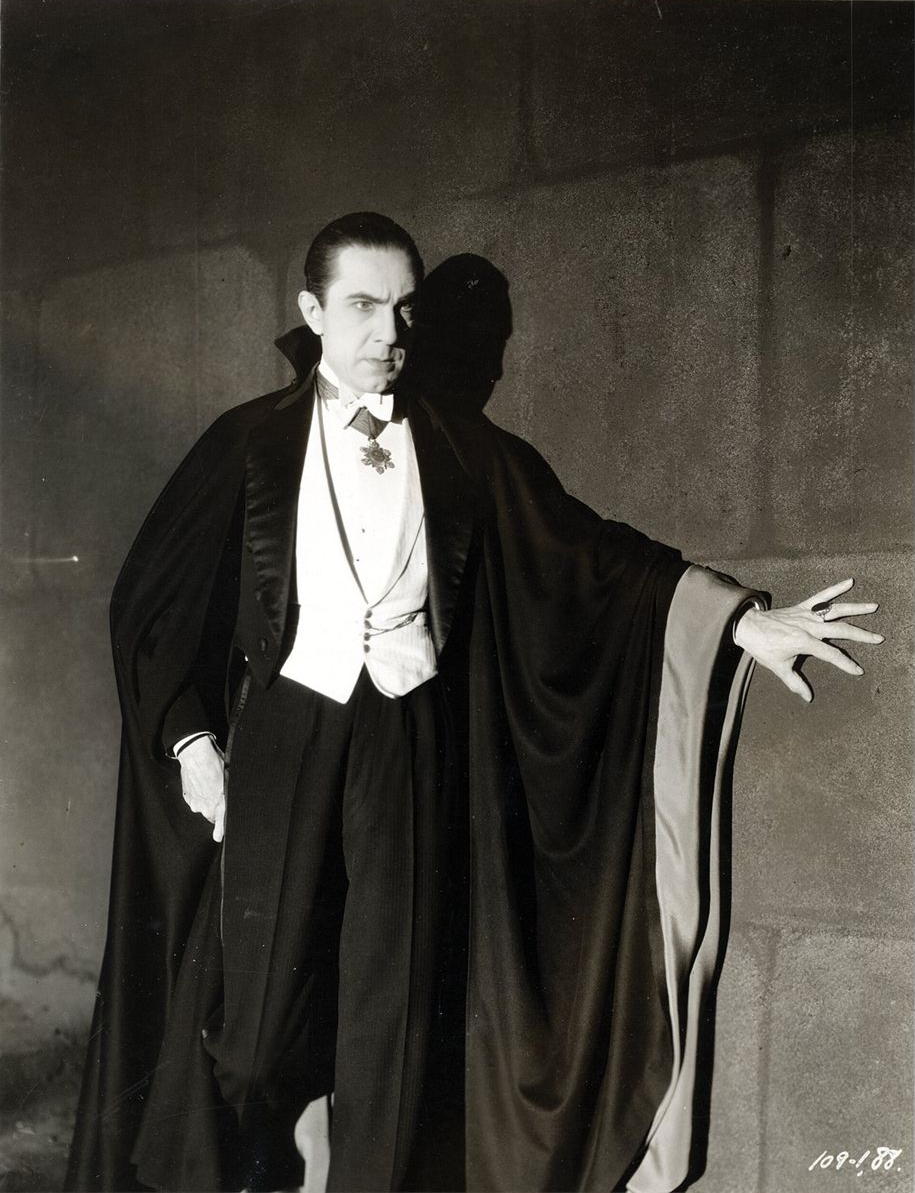
Bela Lugosi com a Dràcula

- Joan Standing: infermera Briggs (en un error dels crèdits d'inici és anomenada "Maid" (minyona))
- Charles K. Gerrard: Martin, infermer de Renfield

Les següents persones apareixen en papers no acreditats: el director i coproductor Tod Browning com a veu fora de pantalla del pràctic del port; Carla Laemmle, cosina del productor Carl Laemmle Jr., que apareix al començament de la pel·lícula com a dona a l’autocar que transportava Renfield; i Geraldine Dvorak, Cornelia Thaw i Dorothy Tree com a les núvies de Dràcula.

## Antecedents
La novel·la de Bram Stoker ja havia estat filmada sense permís com Nosferatu el 1922 pel cineasta expressionista alemany FW Murnau. La vídua de Bram Stoker va demandar per plagi i infracció dels drets d'autor i els tribunals van decidir a favor seu, essencialment ordenant que es destruïssin totes les còpies de Nosferatu. El jove entusiasta productor de Hollywood, Carl Laemmle, Jr., també va veure el potencial de taquilla de l'obra de Stoker, i va adquirir legalment els drets cinematogràfics de la novel·la. Inicialment, volia que Dràcula fos un espectacle a escala amb les fastuoses pel·lícules mudes El geperut de Notre Dame (1923) i El fantasma de l’òpera (1925).
Ja un gran èxit a Broadway, l’obra de teatre de Deane i Balderston Dracula es convertiria en referència a mesura que la producció guanyava força. Els guionistes van estudiar acuradament la versió silenciosa i no autoritzada, Nosferatu de FW Murnau, per inspirar-se. Extreta directament d'una escena gairebé idèntica a Nosferatu que no apareix a la novel·la de Stoker, va ser la primera escena al castell del comte quan Renfield es punxa el dit accidentalment en un clip de paper i comença a sagnar. Dràcula s'apropa cap a ell, només per ser repel·lit quan el crucifix cau davant del dit sagnant.

## Producció

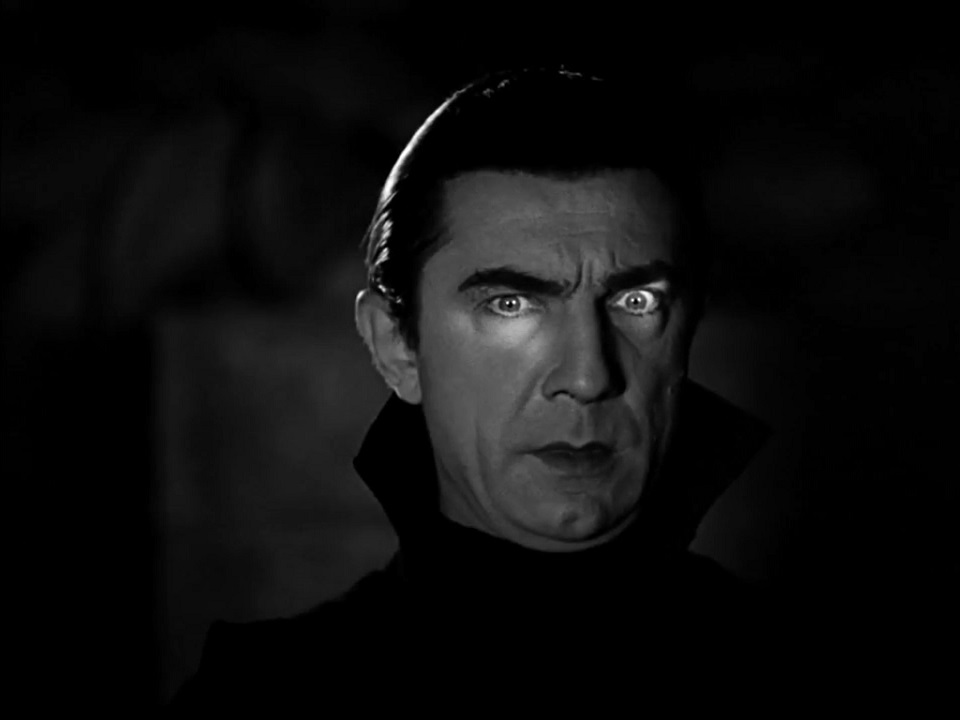
Bela Lugosi com a Dràcula

La decisió d’escollir el paper principal va resultar problemàtica. Inicialment, Laemmle no estava gens interessat en Lugosi, malgrat les bones crítiques per la seva interpretació escènica. Laemmle va considerar altres actors, com Paul Muni, Chester Morris, Ian Keith, John Wray, Joseph Schildkraut, Arthur Edmund Carewe i William Courtenay. Lugosi havia interpretat el paper a Broadway, i per a la seva bona sort, va passar a Los Angeles amb una companyia de gira de l'obra quan es feia el càsting per a la pel·lícula. En contra del corrent de l'opinió de l'estudi, Lugosi va fer pressió i va acabar guanyant als executius, gràcies en part a l'acceptació d'un mínim salari de 500 dòlars setmanals per set setmanes de treball, que ascendia a 3.500 dòlars.
Segons nombrosos relats, la producció se suposa que va ser un assumpte majoritàriament desorganitzat,☃☃ amb l'habitualment meticulós Tod Browning, deixant al cineasta Karl Freund el relleu durant bona part del rodatge, convertint Freund en un director sense acreditar de la pel·lícula.
David Manners (que va interpretar a John Harker) va recordar sobre el rodatge: "Encara puc veure Lugosi desfilant amunt i avall de l'escenari, posant davant d'un mirall de cos sencer, llançant la capa per sobre de l'espatlla i cridant: 'Jo sóc Dràcula!' Era misteriós i mai no deia res als altres membres del repartiment, excepte el bon dia quan arribava i la bona nit quan marxava. Era educat, però sempre distant." Lugosi va semblar-li a Manners un intèrpret excèntric i va: "Mai no vaig pensar que actués, sinó que feia de l'home estrany que era". Edward Van Sloan, que va interpretar a Van Helsing a l'escenari davant Lugosi, va repetir el seu paper a la pantalla. L'actor es va preguntar per què la versió cinematogràfica reduïa el gran mirall utilitzat a l'obra a la petita caixa de cigarrets amb tapa de mirall. Bernard Jukes, que va interpretar el paper de Renfield a l'obra de Broadway i durant la gira de 1928, volia aquesta part de la pel·lícula, però va anar a parar a Dwight Frye.
Tod Browning va recordar l’actriu Helen Chandler de l’obra teatral de Broadway The Silent House de 1928 i, basant-se en aquesta interpretació, la va escollir per a Mina, l’heroïna, que es converteix en amant del comte Dràcula de Bela Lugosi.
Els camperols al principi resaven en hongarès, i els signes del poble també en hongarès. Això es va produir perquè quan Bram Stoker va escriure la novel·la original, el pas del Borgo era a prop de Transsilvània i de l'actual Hongria; Transsilvània formava llavors part del Regne d'Hongria i dins de l'Imperi Austrohongarès. Quan es va fer la pel·lícula, Transsilvània havia passat a formar part de Romania el 1918.
Les escenes dels membres de la tripulació del vaixell que lluitaven durant la violenta tempesta es van extreure d’una pel·lícula muda d'Universal, The Storm Breaker (1925). Fotografiada a la velocitat de projecció de la pel·lícula muda, això explica l’aspecte desigual i accelerat de les imatges quan es projecta a 24 fotogrames per segon a la velocitat de la pel·lícula sonora i s'adopta amb les noves imatges de Dràcula i Renfield. Jack Foley va ser el foley que va produir els efectes sonors. La imatge es va completar per un cost total de 341.191,20 dòlars, que estava sota l'estimació original de 355.050 dòlars.
Abans que s'estrenés la pel·lícula Lugosi es va preocupar que havia fet que es presentés al càsting. Segons els informes va rebutjar una oferta per repetir el seu paper de Dràcula en una altra gira escènica de l'obra, afirmant: "No, no a cap preu. Quan acabi amb aquesta pel·lícula, espero no tornar a sentir mai més de Dràcula. No ho puc aguantar... No pretenc que em posseeixi".

### Procés cinematogràfic
La dramàtica histriònica de la pel·lícula de l'escena també es reflecteix en els seus efectes especials, que es limiten a la boira, la il·luminació i els grans ratpenats flexibles. La transició de Dràcula de ratpenat a persona es fa sempre fora de càmera. La pel·lícula també empra llargs períodes de silenci i primers plans de personatges per a un efecte dramàtic, i empra dos intertítols expositius i un primer pla d’un article de periòdic per avançar en la història, una aparença de les pel·lícules mudes; una afirmació del crític de cinema en línia James Berardinelli és que l'estil de representació dels actors sembla pertànyer a l'era silenciosa. El director Tod Browning tenia una sòlida reputació com a director de cinema mut, ja que les havia realitzades des del 1915, però mai no es va sentir completament a gust amb les pel·lícules sonores. Només va dirigir sis pel·lícules més durant un període de vuit anys, la més coneguda era la famosa Freaks, una pel·lícula de terror amb Olga Baclanova i un elenc de monstres de carnaval reals que es va retirar immediatament de la distribució. Browning va dirigir la seva última pel·lícula el 1939.

## Música
Degut als costos d'afegir una partitura musical original a la banda sonora d'una pel·lícula, no es va compondre cap partitura específica per a la pel·lícula. La música escoltada durant els primers crèdits, un fragment de l'acte II del llac dels cignes de Txaikovski, va ser reutilitzada el 1932 per a una altra pel·lícula de terror universal, The Mummy. Durant l'escena teatral on Dràcula es troba amb el doctor Seward, Harker, Mina i Lucy, també es pot escoltar el final de l'obertura al Die Meistersinger von Nürnberg de Wagner, així com l'obertura fosca de la Simfonia número 8 de Franz Schubert.

### Partitura de 1998
El 1998 el compositor Philip Glass va rebre l'encàrrec de compondre una partitura musical per a la pel·lícula clàssica. La partitura la va interpretar el Kronos Quartet sota la direcció de Michael Reisman, el conductor habitual de Glass.
Del projecte, Glass va dir: "La pel·lícula es considera un clàssic. Vaig sentir la partitura necessària per evocar la sensació del món del segle XIX; per aquest motiu vaig decidir que un quartet de corda seria el més evocador i eficaç. Volia mantenir-me allunyat dels efectes evidents associats a les pel·lícules de terror. Amb [el Quartet Kronos] vam poder afegir profunditat a les capes emocionals de la pel·lícula".
La pel·lícula, amb aquesta nova partitura, va ser estrenada per Universal Studios el 1999 en format VHS. Les versions en DVD de Universal permeten a l'espectador triar entre la banda sonora sense puntuació o la partitura de Glass. La banda sonora, Dracula, va ser publicada per Nonesuch Records el 1999. Glass i Kronos Quartet van actuar en directe durant les projeccions de la pel·lícula el 1999, 2000 i 2017.

## Estrena
Dracula va suposar una gran aposta per un gran estudi de Hollywood. Malgrat les credencials literàries del material original, no era segur si un públic nord-americà estava preparat per a un pel·lícula de terror sobrenatural completa. Tot i que el públic nord-americà havia estat exposat a altres pel·lícules de terror abans, com ara The Cat and the Canary (1927), aquesta era una història de terror sense cap alleujament còmic ni un final de truc que minimitzés el sobrenatural. Malgrat això, Dracula va ser un èxit de taquilla.
Quan la pel·lícula es va estrenar finalment al Roxy Theatre de la ciutat de Nova York el 12 de febrer de 1931 (estrenada dos dies després a tots els Estats Units), els diaris van informar que membres del públic es van desmaiar per l’horror que es mostrava a la pantalla. Aquesta publicitat, estretament orquestrada per l'estudi de cinema, va ajudar a garantir que la gent anés a veure la pel·lícula, si no per cap altra raó per la curiositat. A les 48 hores de la seva obertura al Roxy Theatre de Nova York, havia venut 50.000 entrades, creant un impuls que va culminar amb un benefici de 700.000 dòlars, la més gran de les versions de Universal de 1931.

### Recepció crítica
La pel·lícula va ser generalment ben rebuda per la crítica en ser estrenada. Mordaunt Hall de New York Times la va anomenar "la millor de les moltes pel·lícules de misteri", caracteritzant la direcció de Browning com a "imaginativa" i l'actuació d'Helen Chandler com a "excel·lent". Variety va elogiar la pel·lícula pel seu "fons extraordinàriament eficaç d'ambient esgarrifós" i va explicar: "És difícil pensar en algú que pugui igualar l'actuació a la part vampir de Bela Lugosi, fins i tot al sabor feble de la parla estrangera eficientment". Film Daily va considerar la pel·lícula "un bon melodrama" i va remarcar que Lugosi havia creat "un dels papers més singulars i poderosos de la pantalla". Time la va anomenar "un melodrama apassionant, no tan bo com hauria de ser, sinó un tall per sobre del tipus de pel·lícula de misteri normal de trampes i fulls sinuosos". John Mosher, de The New Yorker, va escriure una crítica negativa, remarcant que "no hi ha una il·lusió real a la imatge" i "tot aquest negoci de vampirs cau força". El Chicago Tribune no va creure que la pel·lícula fos tan aterradora com la versió escènica, considerant que la seva infrastructura era "massa òbvia" i "els seus intents d'espantar massa evidents", però va concloure que era "un thriller força satisfactori".

## Censura
La pel·lícula es va estrenar originalment amb un temps de durada de 85 minuts; quan es va reeditar el 1936, es va aplicar el Codi Hays. Per a aquesta reedició, se sap que dues escenes van estar censurades.
- La supressió més significativa va ser un epíleg que només es va reproduir durant la tirada inicial de la pel·lícula. En una escena semblant al pròleg de Frankenstein, i que també comptava amb el fort Edward Van Sloan d'Universal, va reaparèixer en un "discurs de cortina" i va informar al públic: "Només un moment, senyores i senyors! Una paraula abans de marxar. Esperem que els records de Dràcula i Renfield no us donin mals somnis, així que només una paraula de tranquil·litat. Quan arribeu a casa aquesta nit i els llums s'hagin apagat i tingueu por de mirar darrere de les cortines i temeu que aparegui una cara a la finestra, només cal que us ajunteu i recordeu que, al cap i a la fi, hi ha coses com els vampirs! "[8][32] Aquest epíleg va ser eliminat per por de fomentar la creença en el sobrenatural. Aquesta escena es va mostrar breument al documental Road to Dracula, però va quedar inutilitzable i no es pot restaurar.
- L’àudio dels "gemecs de la mort" fora de càmera de Dràcula al final de la pel·lícula es van escurçar mitjançant un silenci parcial, igual que els crits de Renfield quan el maten; aquestes peces de la banda sonora van ser restaurades posteriorment per MCA-Universal per al seu LaserDisc i les seves posteriors versions en DVD (a excepció de l'edició de pel·lícules "Legacy Collection" del 2004).[33]

## Versions alternatives
Als primers dies de les pel·lícules sonores, era habitual que els estudis de Hollywood produïssin "Versions en llengua estrangera" de les seves pel·lícules amb els mateixos decorats, vestuari, etc. Mentre Browning filmava durant el dia, a la nit George Melford feia servir els decorats per fer la versió en castellà Drácula, protagonitzada per Carlos Villarías com a Conde Drácula. Durant molt de temps perdut, es va descobrir una còpia d’aquest Drácula als anys setanta i es va restaurar.
També es va estrenar una tercera versió silenciosa de la pel·lícula. El 1931, alguns teatres encara no havien estat connectats al so i durant aquest període de transició, molts estudis van llençar versions silencioses alternatives amb intertítols.

## Llegat

### Avaluacions retrospectives
El 1999, el crític de cinema Roger Ebert del Chicago Sun-Times va donar a la pel·lícula quatre de quatre estrelles, elogiant l'actuació de Lugosi i la cinematografia de Freund. Va assenyalar la influència duradora de la pel·lícula i la va incloure a la seva llista de "Great Movies" (grans pel·lícules). Angie Errigo, d'Empire, va donar a la pel·lícula quatre de cinc estrelles, elogiant l’actuació de Lugosi com “el [Dràcula] contra el qual es mesuren tots els altres”, i va escriure que la pel·lícula “és escènica i cruixent, però també té moments meravellosos i inoblidables." John Oliver del British Film Institute va acreditar la pel·lícula per establir la "popular imatge en pantalla del vampir" i va escriure que "el gènere cinematogràfic de terror va néixer amb el llançament de Dràcula". Va concloure que, tot i que sent que la pel·lícula es converteix en gairebé "excessivament lligada a la secció central, les virtuts de la seva interpretació estrella i el seu estil visual general superen aquests dèficits".
Al lloc web de l'agregador de ressenyes Rotten Tomatoes, la pel·lícula té una qualificació d'aprovació del 92% basada en 48 ressenyes, amb una qualificació mitjana de 7,86/10. El consens crític del lloc diu: "La interpretació intemporal de Bela Lugosi de Dràcula en aquesta esgarrifosa i atmosfèrica pel·lícula de 1931 ha establert l'estàndard per als principals papers vampírics".

### Seqüeles i influència
Després de l'èxit comercial i crític de Dràcula, Universal va llançar Frankenstein més tard aquell mateix any. Universal en particular es convertiria en l'avantguarda del cinema de terror primerenc, amb un cànon de pel·lícules com ara The Mummy (1932), L'home invisible (1933), La núvia de Frankenstein (1935) i The Wolf Man (1941).
El 1936, cinc anys després del llançament, Universal va llançar Dracula's Daughter, una seqüela directa que comença immediatament després del final de la primera pel·lícula. Una segona seqüela, Son of Dracula, protagonitzada per Lon Chaney Jr., va continuar-les el 1943. El comte va tornar a la vida en tres pel·lícules d'Universal més a mitjans dels anys quaranta: House of Frankenstein 1944, House of Dracula de 1945 i la comèdia de 1948 Abbott and Costello Meet Frankenstein. Universal només utilitzaria Lugosi com a Dràcula en una pel·lícula més, l'esmentada d'Abbott i Costello, donant el paper a John Carradine per a les pel·lícules del "ral·li de monstres" de mitjans de la dècada de 1940. Moltes de les imatges conegudes de Dràcula provenen de fotografies de Lugosi més antigues realitzades durant el rodatge de la comèdia de 1948. Lugosi va interpretar a un vampir en altres tres pel·lícules durant la seva carrera, el que va contribuir a la falsa idea pública que havia interpretat a Dràcula al cinema moltes vegades.
Des del seu llançament, Dracula s'ha considerat un clàssic de l’època i del seu gènere. El 2000 va ser seleccionat per ser conservada al Registre Nacional de Cinema dels Estats Units per la Biblioteca del Congrés com a "significatiu culturalment, històricament o estèticament". També es va classificar 79è a la llista de Bravo The 100 Scariest Movie Moments.
Per a molts amants del cinema i crítics, la interpretació de Lugosi és àmpliament considerada com el Dràcula definitiu. Lugosi tenia una poderosa presència i autoritat a la pantalla. El ritme lent i deliberat de la seva interpretació va donar al seu Dràcula l'aire d'un cadàver que caminava i parlava, cosa que va aterrir el públic de la pel·lícula en aquell moment, convincent sense diàleg i els molts primers plans de la cara de Lugosi en un gelat silenci van saltar de la pantalla. Amb aquesta fascinant actuació, Dràcula es va convertir en el paper principal de Bela Lugosi, el seu Dràcula en una icona cultural i ell mateix en una llegenda a la sèrie clàssica de cinema de terror d'Universal.
Tanmateix, Dràcula esdevindrà finalment un paper que resultaria alhora una benedicció i una maledicció. Malgrat els seus èxits en etapes inicials en una varietat de funcions, des del moment en què Lugosi es va posar la capa a la pantalla, seria sempre vist encasellat com el comte.
Browning continuaria dirigint Lugosi una vegada més en un altre thriller de vampirs, Mark of the Vampire, un remake de 1935 de la seva perduda pel·lícula muda London After Midnight (1927).
A més, la pel·lícula és reconeguda per l'American Film Institute en aquestes llistes:
- 2001: 100 anys d'AFI ... 100 emocions - nº 85[43]
- 2003: Els 100 anys d’AFI ... 100 herois i dolents:
  - El comte Dràcula - Dolent nº 33[44]
- 2005: 100 anys d’AFI ... 100 cites de pel·lícules :
  - El comte Dràcula: "Escolteu-los. Els nens de la nit. Quina música fan. "- nº 83[45]

#### Influència en altres Dràcules notables
Els actors, que van seguir la pell de Lugosi interpretant Dràcula, i que van assolir una fama significativa en aquest paper, tenien actituds diferents respecte a la interpretació de Lugosi.
Christopher Lee, que va interpretar a Dràcula en sèries de pel·lícules de Hammer, va dir: "De tota manera, sobre el Dràcula de Lugosi em va decebre molt. Feia molt i molt de temps que volia veure-ho. Hi ha aspectes que, per exemple, vaig considerar ridículs. Dràcula és caracteritzat massa agradable al principi. Pràcticament no hi ha amenaça en el personatge... No hi ha cap xoc ni ensurt. Les mans de Lugosi també... Les estenia rígidament ... fent-lo semblar un titella. El seu somriure tampoc no sempre era sinistre". Mentre pensava que Lugosi era en els seus joves un home d’aspecte meravellós, que tenia una presència i una personalitat tremendes, Lee també va pensar que Lugosi "no era l’home adequat per interpretar a Dràcula des del punt de vista de la nacionalitat. Perquè Transsilvània és a Romania i era un hongarès de la ciutat de Lugos, d'aquí el seu nom".
Gary Oldman, que va interpretar Dràcula en l'adaptació de Francis Ford Coppola, va considerar Lugosi com el seu Dràcula favorit i va dir sobre la seva interpretació: "Realment estava en alguna cosa: la seva manera de moure's, la seva forma de sonar". Oldman va basar la seva veu de Dràcula en la veu de Lugosi.

### Cartells
La campanya de pòsters de la pel·lícula va ser supervisada pel director d'art publicitari Universal, Karoly Grosz, que també va il·lustrar ell mateix el pòster "insert". Els pòsters originals del llançament de 1931 són escassos i de gran valor per als col·leccionistes. El 2009, l'actor Nicolas Cage va subhastar la seva col·lecció de pòsters de pel·lícules vintage, que incloïen un original "Estil F", que es va vendre per 310.700 dòlars; a març de 2012 es va situar com el sisè preu més alt per a un pòster de pel·lícula. A l'estiu del 2017, el guitarrista de Metallica, Kirk Hammett, va cedir el seu rar Cartell "C" al Peabody Essex Museum de Salem, Massachusetts, per a una exposició sobre pòsters de pel·lícules de terror. Al desembre d'aquest mateix any, un "Estil" extremadament rar "estil A", un dels dos únics exemplars coneguts, es va vendre en una subhasta per 525.000 dòlars, establint un nou rècord mundial del cartell de cinema més car.

Original 1931 posters
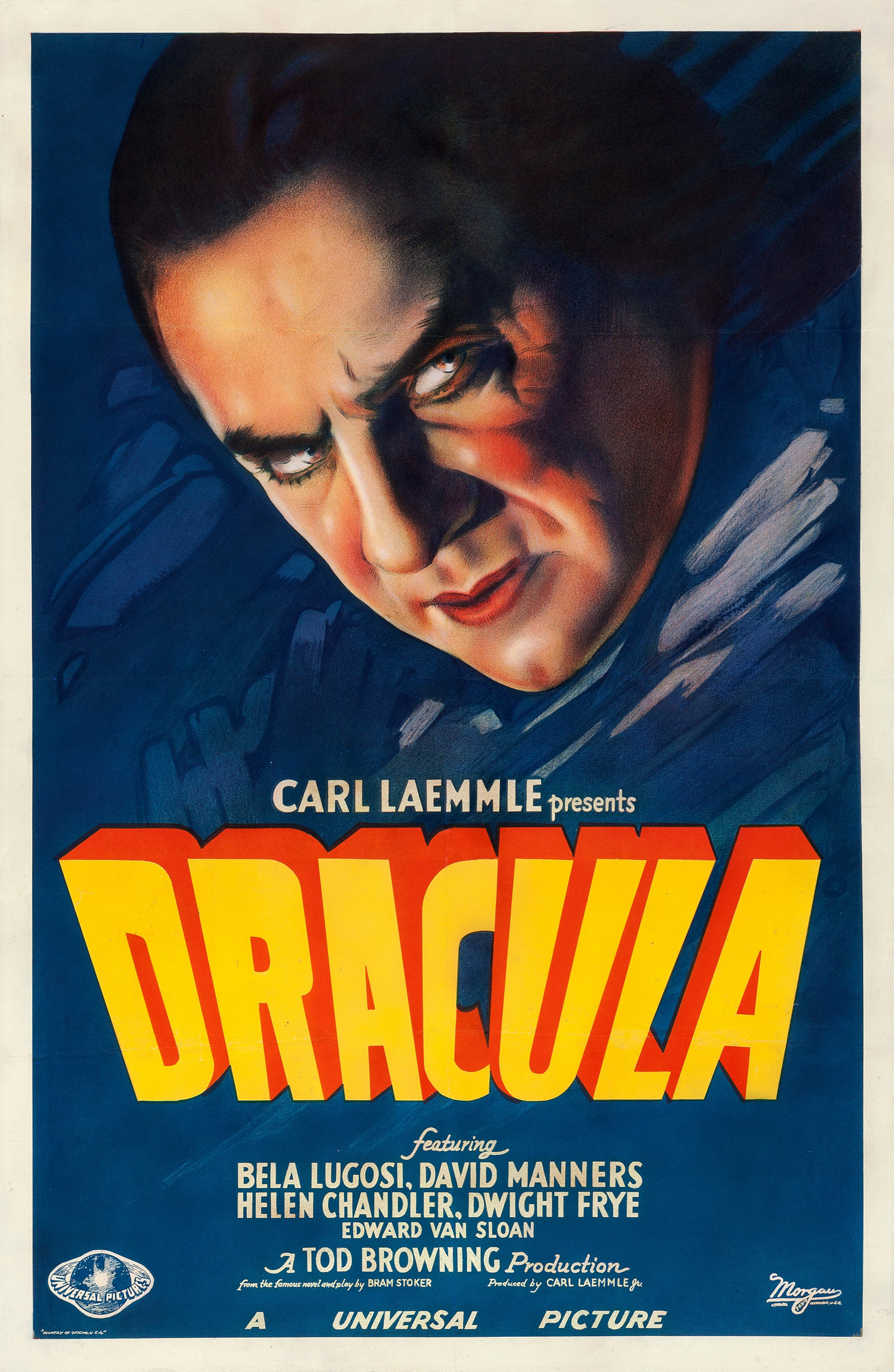
Style Cartell estil A d'un full – cartell de cinema més car al món el 2017
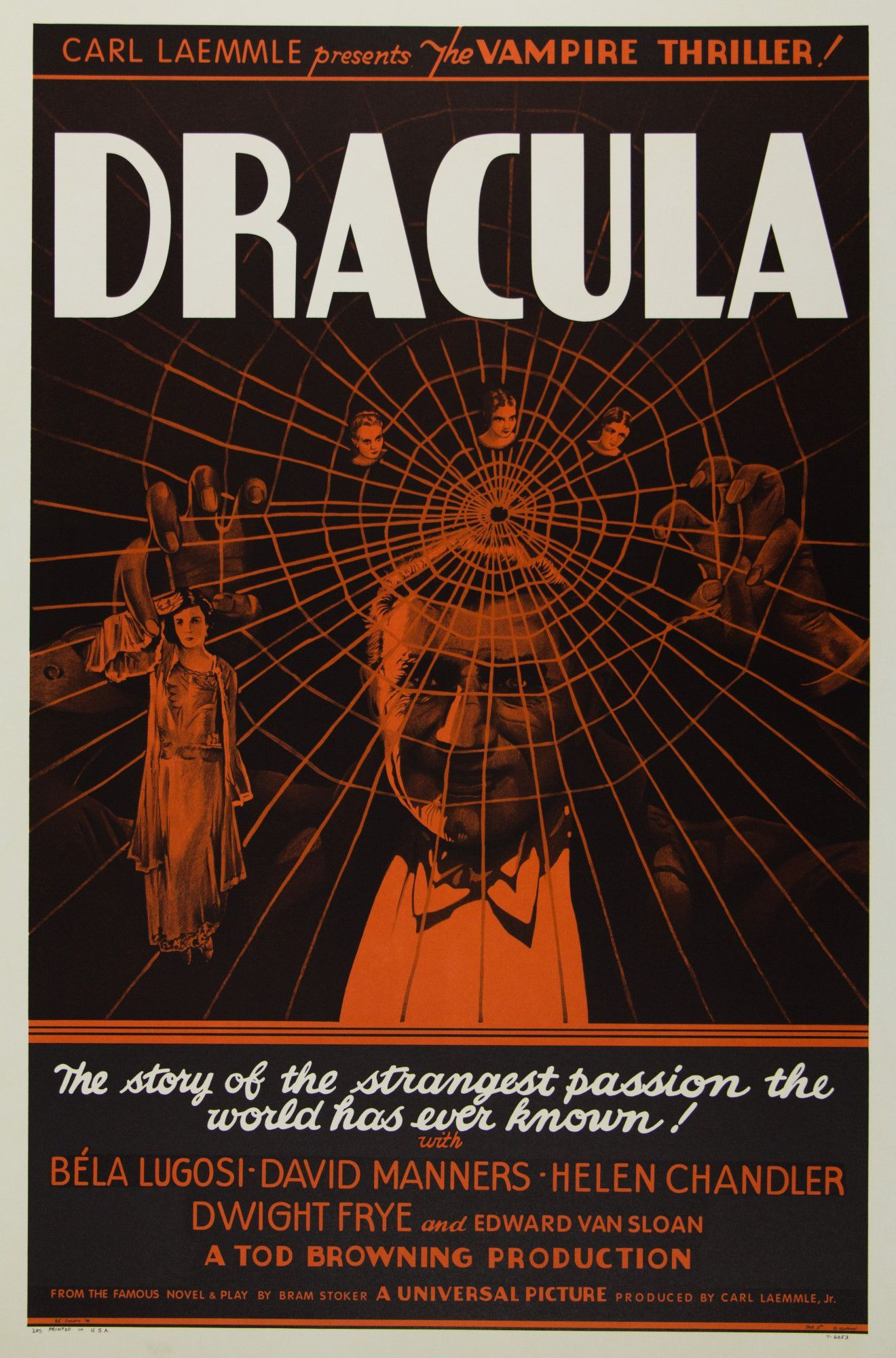
Style Cartell estil B d'un full
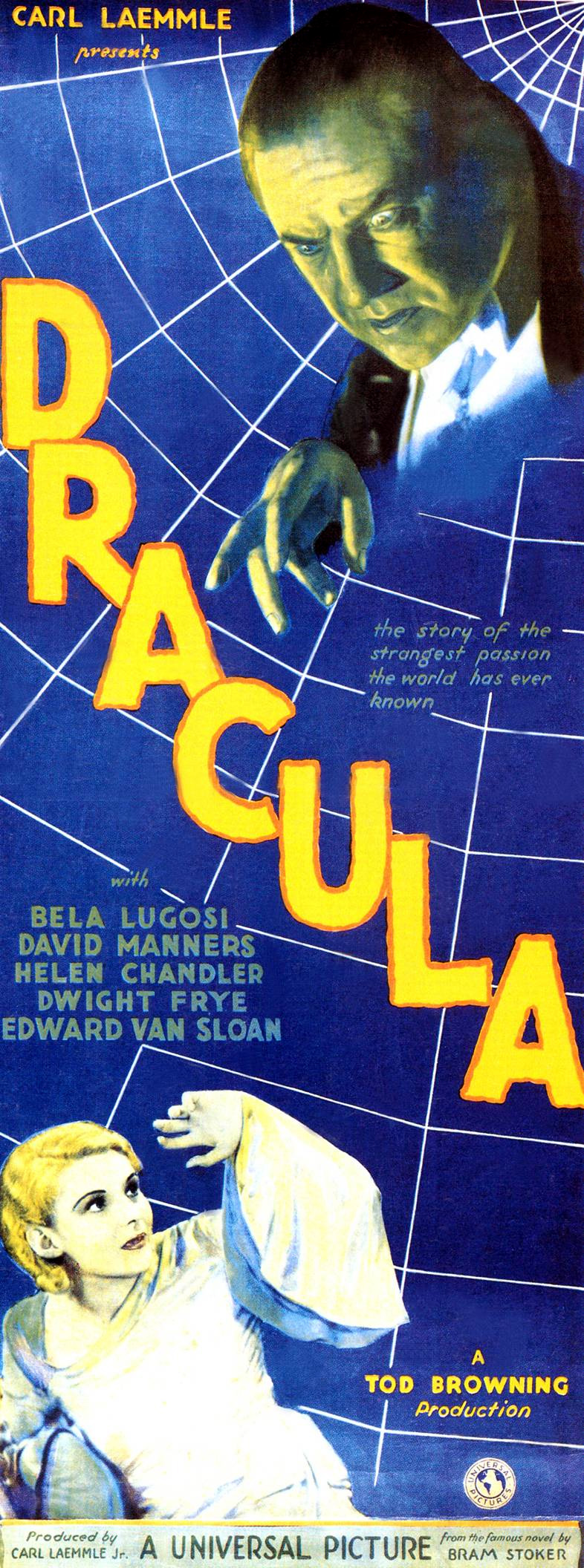
"Insert" poster per Karoly Grosz
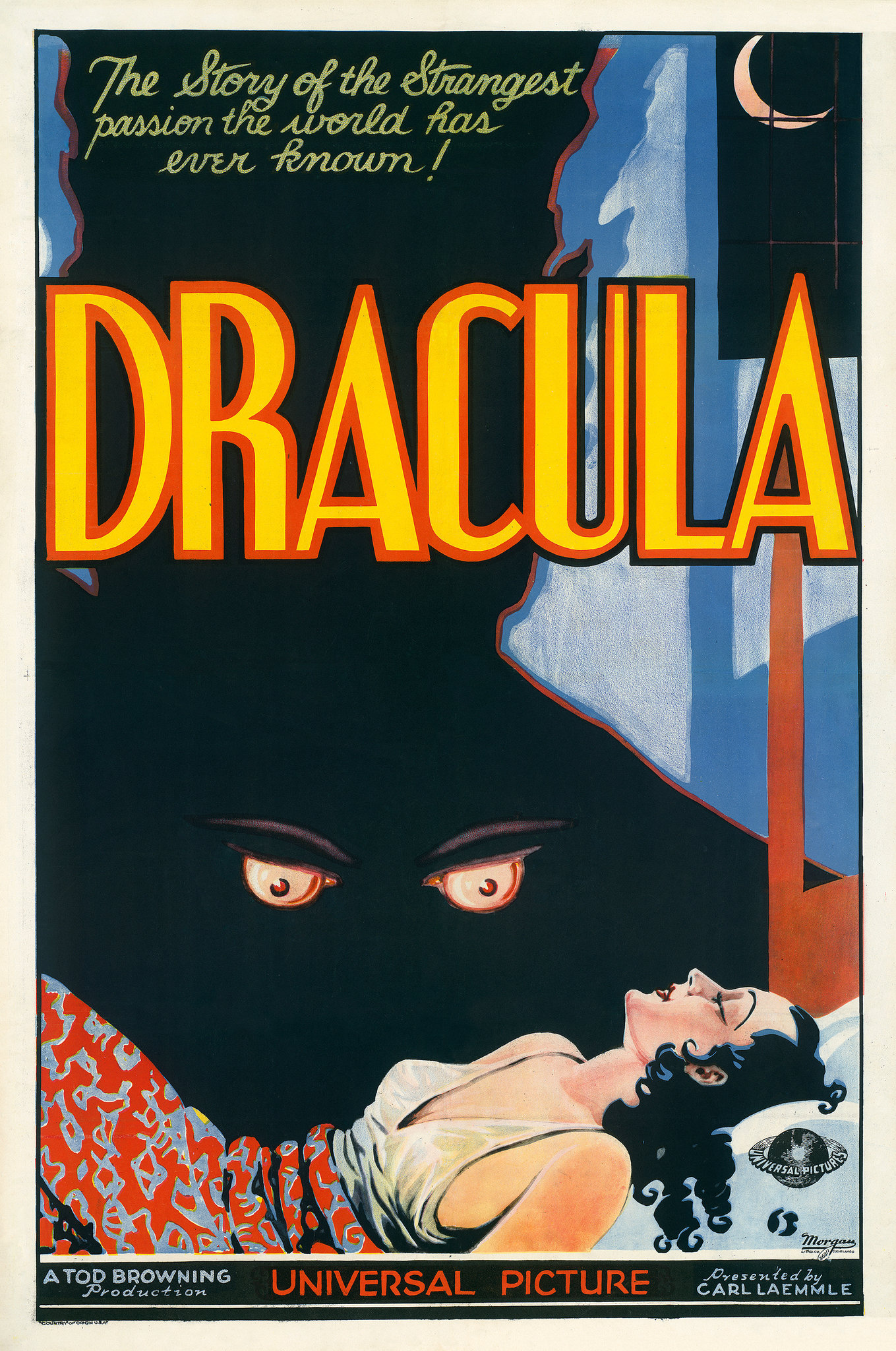
Style Cartell estil C d'un full — escan d'una còpia propietat de Kirk Hammett el 2017
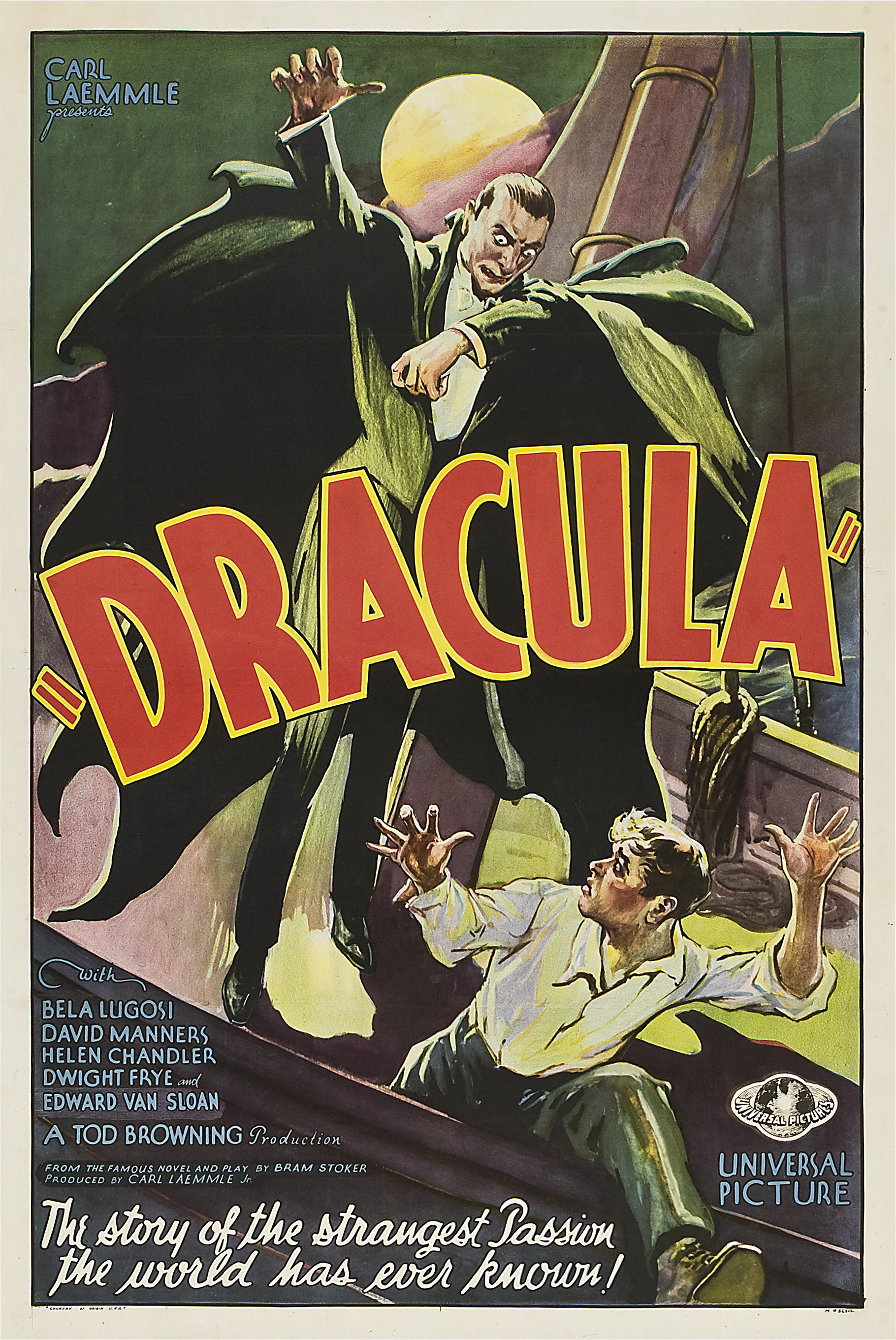
Style Cartell estil F d'un full — escan d'una còpia venuda per Nicolas Cage el 2009

Després de la tirada teatral original de la pel·lícula, es van promoure diverses reedicions teatrals amb nous dissenys de cartells.

Cartells de cineman redissenyats
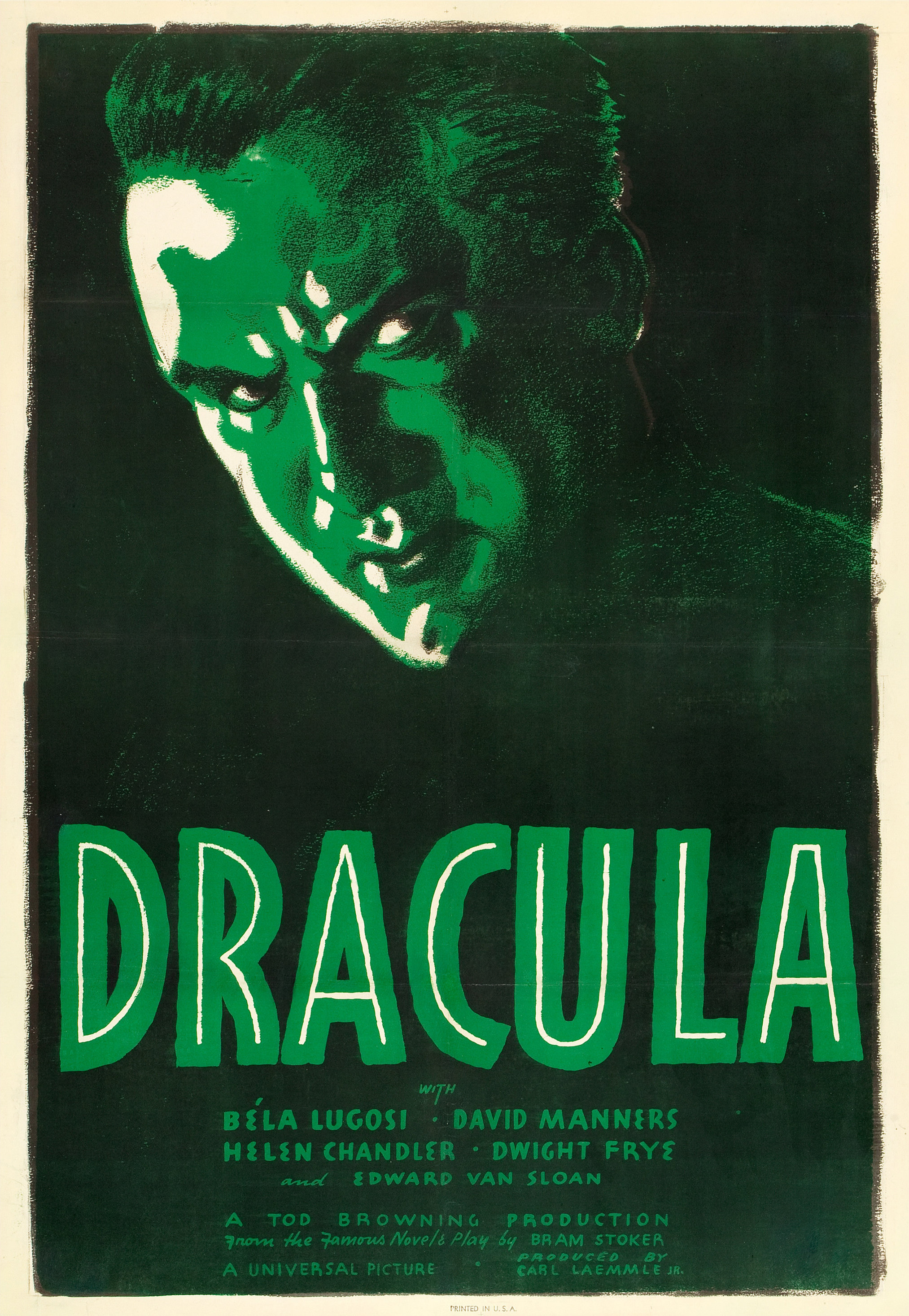
1938 d’un full per Universal
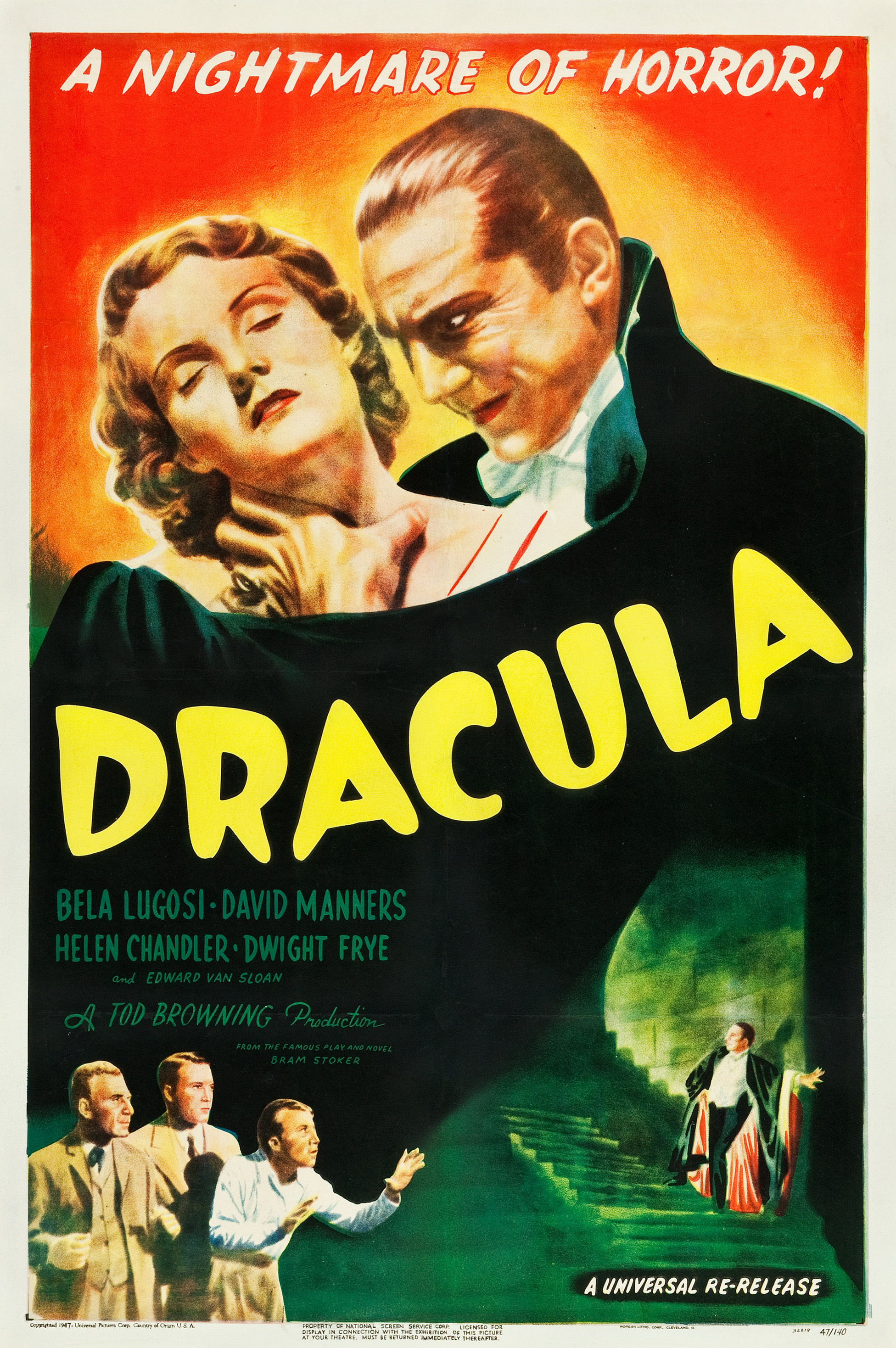
Un full de 1947 per Universal
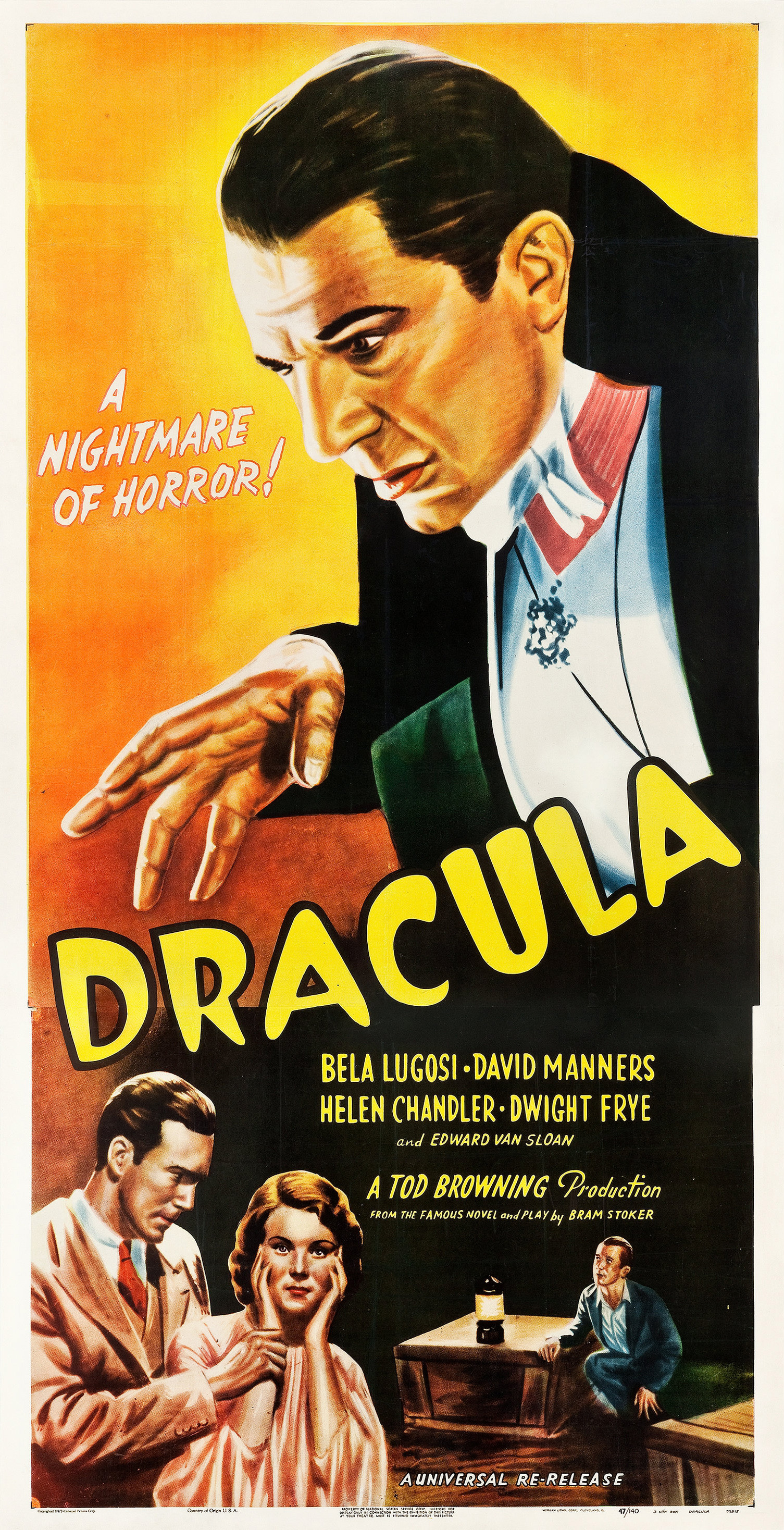
1947 de tres fulls per Universal
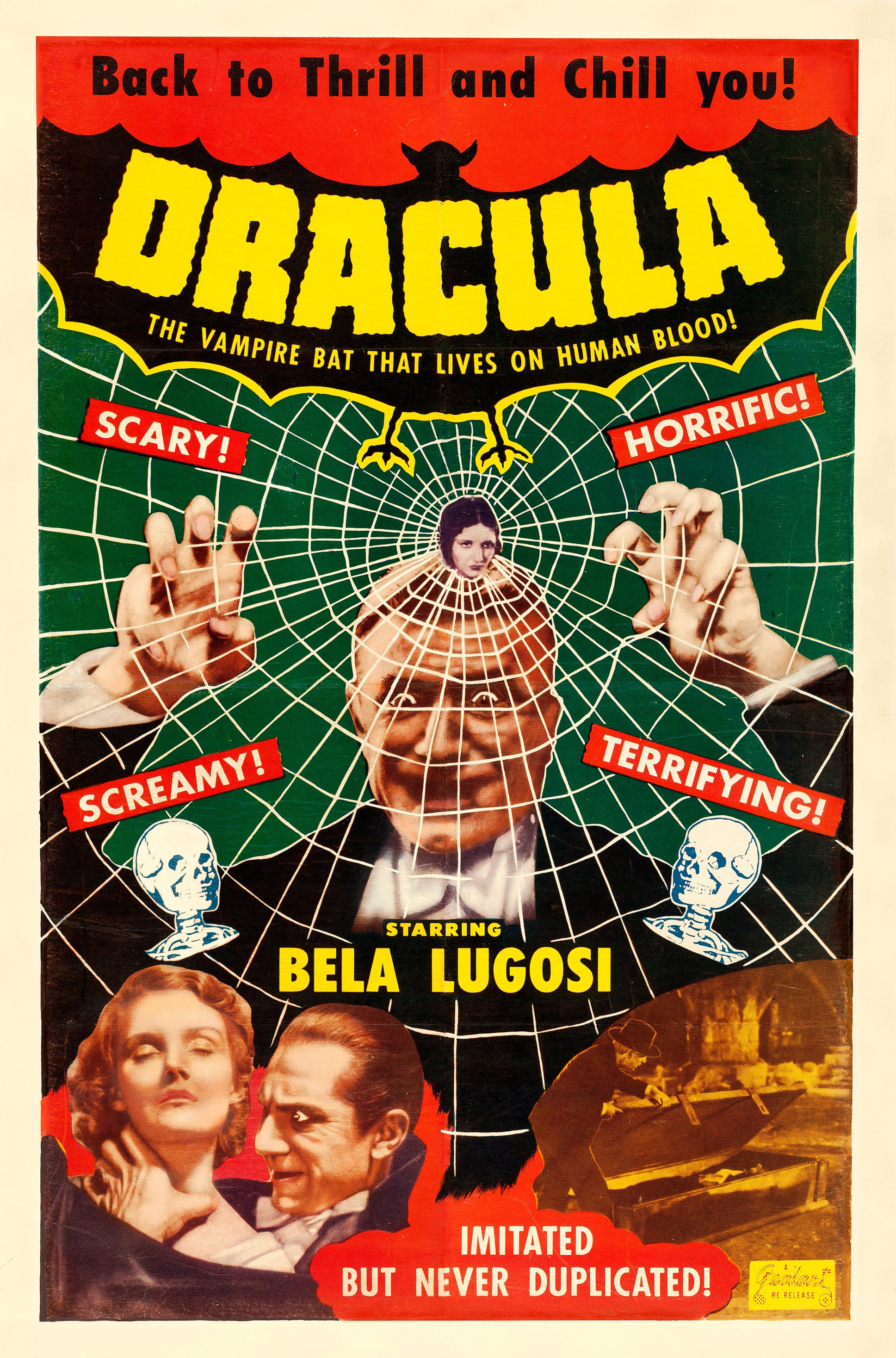
1951 d'un full de Realart
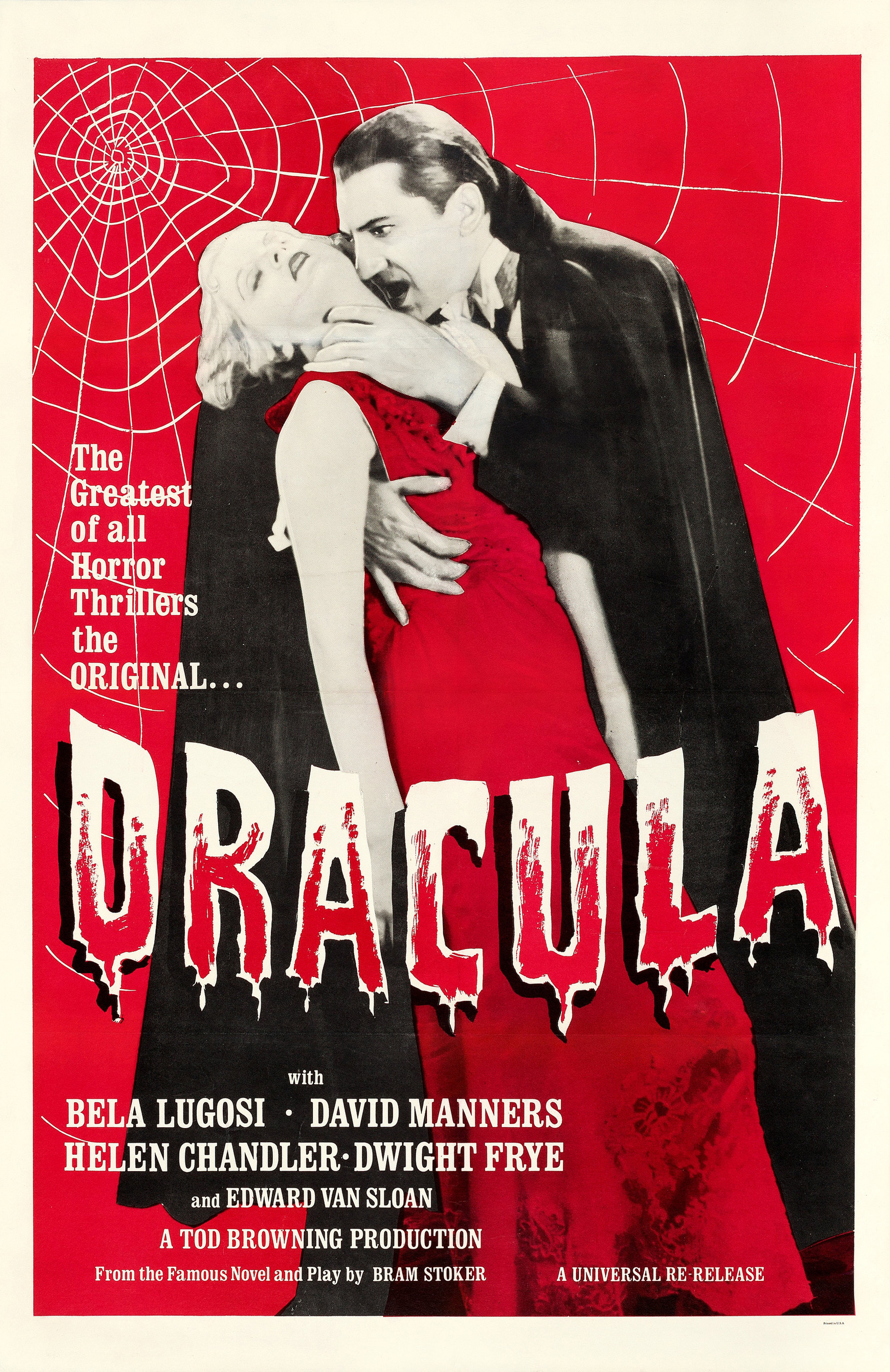
Un full de la dècada de 1960 per Universal

### Iconografia
Aquesta pel·lícula, i la peça teatral dels anys vint de Deane i Balderston, van contribuir amb gran part de la popular iconografia de Dràcula, gran part de la qual es diferencia enormement de la novel·la de Stoker. A la novel·la i a la pel·lícula muda alemanya Nosferatu (1922), l’aspecte de Dràcula és repulsiu; Lugosi retrata el comte com un noble atractiu i encantador. L’obra de Deane-Balderston i aquesta pel·lícula també van introduir les imatges ara icòniques de Dràcula entrant a les habitacions de les seves víctimes per les portes i finestres franceses, embolicant la capa revestida de setí al voltant de les víctimes i fent més èmfasi en la transformació de Dràcula en un ratpenat. A la novel·la de Stoker, es transformava de manera diversa en un ratpenat o un llop, una boira o "pols elemental".
La ja clàssica línia de Dràcula, "I never drink ... wine" (Jo mai bec ... vi), és original d'aquesta pel·lícula. No va aparèixer a la novel·la de Stoker ni a la producció original de l'obra. Quan l'obra es va recuperar a Broadway el 1977 amb Frank Langella, la línia es va afegir al guió.

## Mitjans domèstics
A la dècada de 1990, MCA/Universal Home Video va llançar Dracula a VHS com a part de la "Universal Monsters Classic Collection", una sèrie de llançaments de pel·lícules de Universal Classic Monsters. La pel·lícula també es va publicar en LaserDisc.
El 1999, Universal va publicar Dràcula en VHS i DVD com a part de la "Classic Monster Collection". El 2004, Universal va llançar Dracula: The Legacy Collection en DVD com a part de la "Universal Legacy Collection". Aquest llançament de dos discs inclou tant Dràcula com la pel·lícula en llengua castellana Drácula del mateix any, així com Dracula's Daughter, Son of Dracula i House of Dracula.
El 2012, Dracula i Drácula es van estrenar en Blu-ray com a part de la caixa Universal Classic Monsters: The Essential Collection, que també inclou un total de nou pel·lícules de la sèrie Universal Classic Monsters. Al setembre de 2013, Dracula va rebre una versió autònoma de Blu-ray que també inclou Drácula. Aquell mateix any, Dracula es va incloure com a part del conjunt de sis pel·lícules Blu-ray Universal Classic Monsters Collection, que també inclou Frankenstein, The Mummy, L'home invisible, La núvia de Frankenstein i The Wolf Man. L'any següent, Universal va llançar Dracula: Complete Legacy Collection en DVD, que conté set pel·lícules: Dracula, Dracula's Daughter, Son of Dracula, House of Frankenstein, House of Dracula i Abbott i Costello Meet Frankenstein. El 2015 es va estrenar en DVD la col·lecció Universal Classic Monsters de sis pel·lícules. El 2016, Dràcula va rebre una versió Blu-ray exclusiva de Walmart amb una coberta fosforecent. El setembre de 2017, la pel·lícula va rebre el llançament Blu-ray de Steelbook exclusiu Best Buy amb portada d'Alex Ross. Aquell mateix any es va estrenar en Blu-ray la col·lecció Complete Legacy de set pel·lícules.
El 28 d’agost de 2018 Dracula, Drácula, Dracula's Daughter, Son of Dracula, House of Frankenstein, House of Dracula i Abbott and Costello Meet Frankenstein es van incloure a la caixa Blu-ray Universal Classic Monsters: Complete 30-Film Collection. Aquesta caixa també va ser publicada en DVD. A l’octubre del 2018, Dracula i Drácula es van incloure com a part d’un conjunt de discos Blu-ray exclusiu Best Buy, titulat Universal Classic Monsters: The Essential Collection, que inclou art d’Alex Ross.